# Marcellus de Niveriis
Marcellus de Niveriis (? – 1462) var tysk franciskanermunk og eventyrer; var blandt andet biskop af Skálholt på Island og rådgiver for Christian 1.
Han blev født i nærheden af Koblenz, og var i sin ungdom franciskanermunk. Han begyndte dog snart at ernære sig ved forskellige bedragerier; han handlede blandt andet med forfalskede pantebreve, og han skulle have indsamlet penge til at løskøbe Kongen af Cypern fra tyrkisk fangenskab. Han prøvede også at være spion for husitterne i Böhmen samtidig med at han prædkede imod dem, men hans bedrageri blev opdaget og at han blev fængslet i Køln. Her var han tæt på en dødsstraf, men han blev frikendt ved at foregive at kunne helbrede ærkebispen for en alvorlig sygdom.
Herefter kom han til Rom og i 1448 udnævnte paven ham til biskop i Skálholt Stift og samtidig til nuntius og indsamler af pavens indtægter i Norden.
Marcellus kom til Danmark i 1449 Nu kaldte han sig pavelig legat, indsmigrede sig hos kong
Christian 1. og drog med ham til Norge til kroningen i Trondheims Domkirke i 1450. Marcellus fik kongen til at støtte sig i valget til det da ledige embede som
ærkebiskop med løfter om at sørge for at paven kunne skaffe kongen forskellige
begunstigelser. Marcellus drog tilbage til Rom, men her havde stemningen vendt sig imod ham, og han var lyst i band, så han måtte flygte fra byen.
På hjemrejsen blev han igen kastet i fængsel i Køln (1451). Han undslap dog og vendte tilbage til Kong Christian. Han fik plads i kongens kancelli, hvor han havde stor indflydelse på udenrigspolitik og diplomati.
Kongen forlenede ham med Vestmanø ved Island. Han led efter sigende druknedøden ved den svenske kyst 1460 eller 1462. Det sidste år er mest sandsynligt, da kong Christian i oktober 1462 anerkendte valget af hans efterfølger til biskop i Skálholt. Dette stift havde Marcellus, på trods af at det var hans eget, aldrig besøgt, men lod det i stedet bestyre af vikarer.